# 上海生物制品研究所

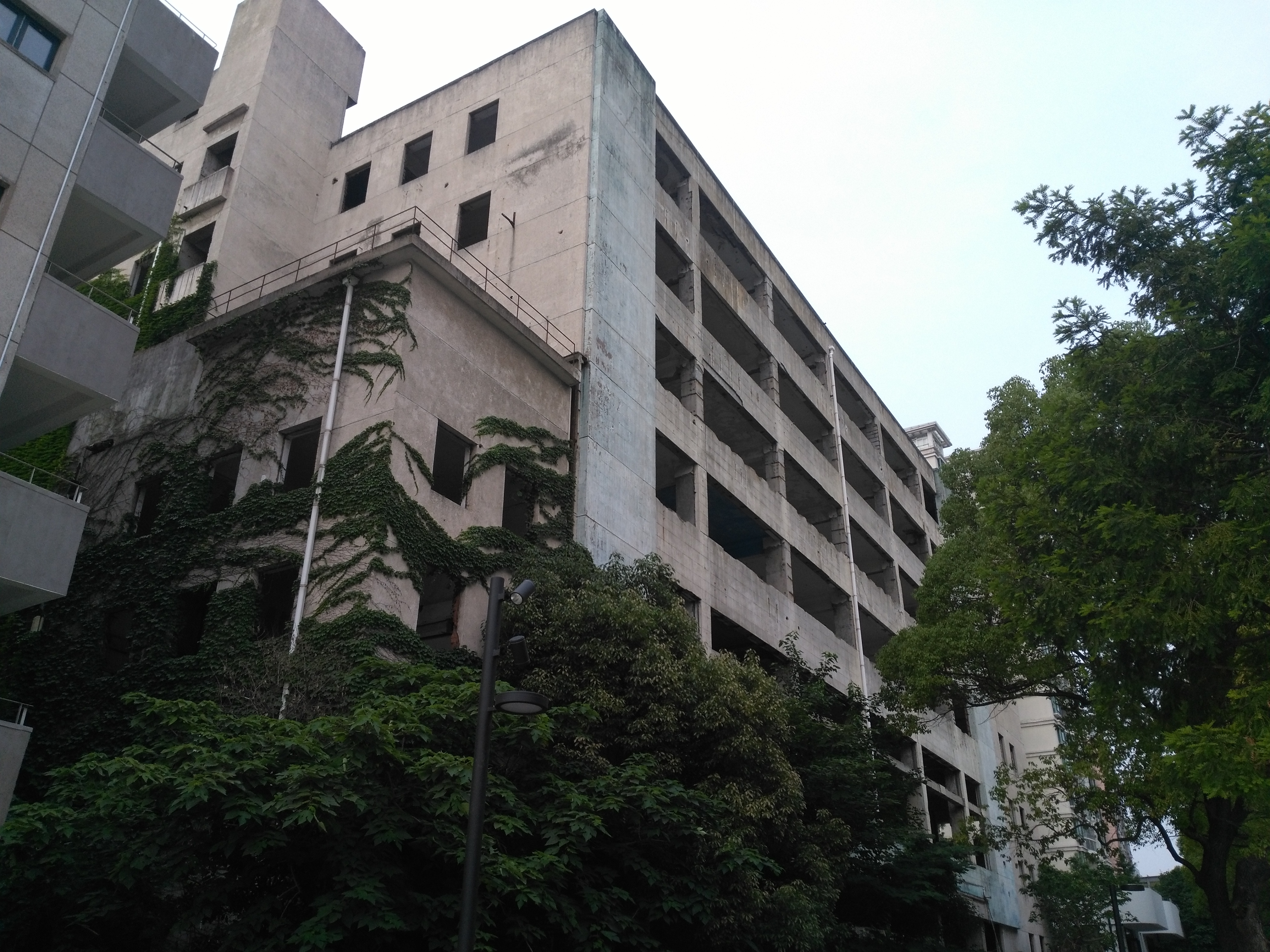
上生所以前曾使用的大楼

上海生物制品研究所有限责任公司（官方简称国药中生上海公司，或简称上生所）是一间国有的生物制品研究企业，隶属国药集团下属的中国生物技术股份有限公司。该公司主要生产疫苗、血液制品、试剂和基因工程制品，并拥有研究生招生资质，可颁发博士硕士学位。

## 历史

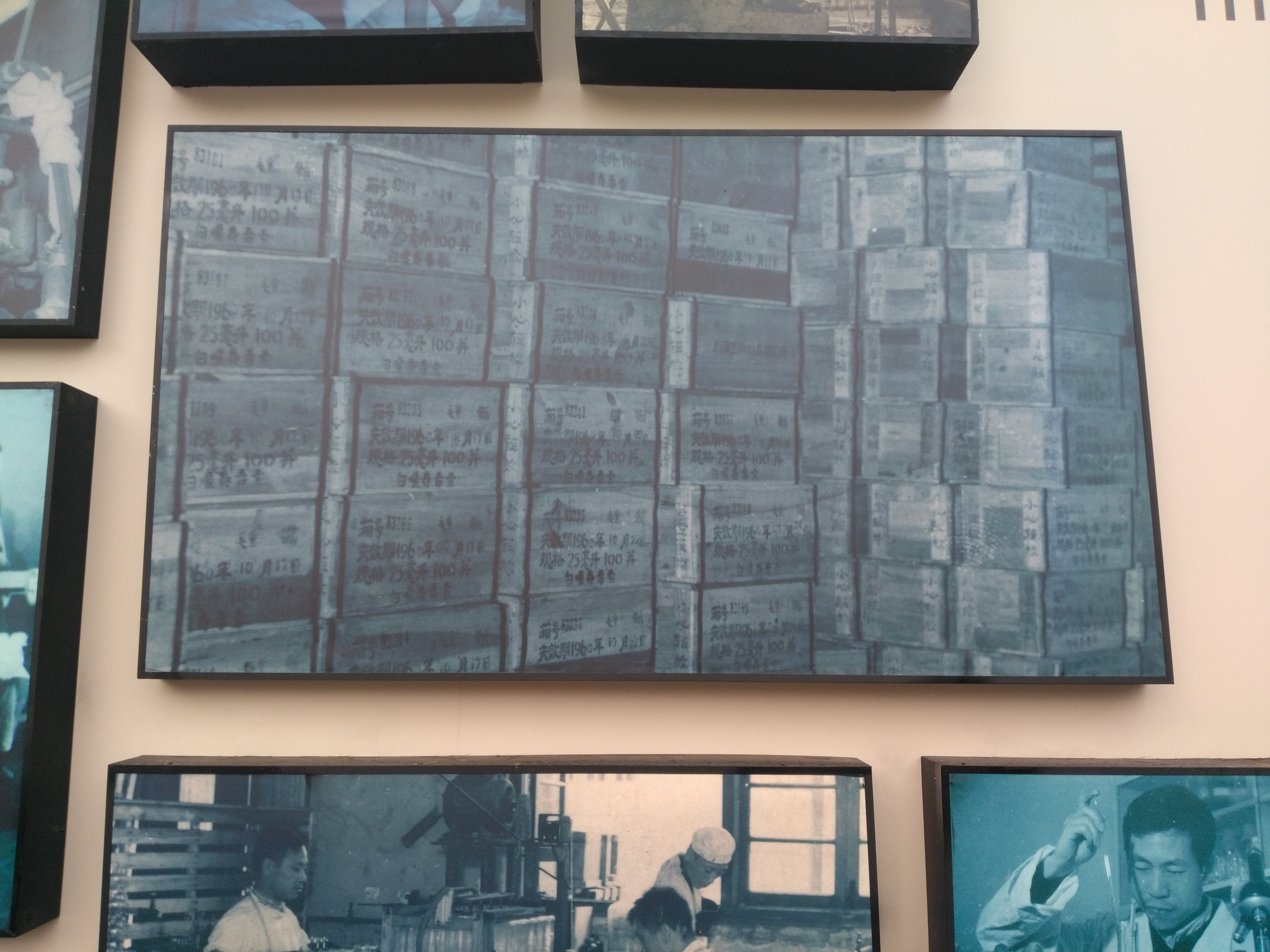
1960年代的上海生物制品研究所白喉抗毒素仓库及研发场景

1949年9月，上海市军事管制委员会卫生处组建了华东人民制药公司:大事记，下设上海生物制品厂，主要生产狂犬病疫苗、鼠疫菌疫苗、霍乱菌疫苗、卡介苗、百日咳类毒素等:原料药(2):卷17。1951年4月，改名华东生物制品实验所:原料药(2)。
1952年，因美军在朝鲜战场进行细菌战，上海防疫制品产量需要成倍增加。同年3月，军管征用中法血清菌苗厂、新亚血清厂、民生实验生物所、文达生物化学制药厂等6家私营生物制品厂和余㵑医学化验所，职工增到600多人，生产品种增加了乙脑疫苗、精制破伤风疫苗、白喉抗毒素。此外，该所从人胎盘中提取丙种球蛋白，用于预防麻疹，这是该所制造血液制品的开始。1950年代初，该所成功研制白喉类毒素的深层培养法生产流程，为该所后来以发酵法生产各种菌苗提供了参考。:原料药(2)
1953年，该所改隶属中央人民政府卫生部，更名卫生部上海生物制品研究所。
1956年，该所成功研制抗眼镜蛇毒血清，日后又陆续制成精制抗蝮蛇毒血清、抗五步蛇毒血清等血清制品。1960年，上海麻疹大流行，该所从患儿血液中分离到麻疹病毒株，经实验减毒成功，成为中华人民共和国自行分离、减毒的第一株麻疹疫苗毒株，并被命名为“沪191株”，而用该毒株制成的麻疹减毒活疫苗在全国推广应用，应用于儿童扩大计划免疫。1969年，该所成功研制气管炎菌疫苗。1971年，该所又成功试制甲胎蛋白诊断血球，可用于普查肝癌。1972年，该所制成防治疖病的自动免疫制剂；1973年，该所制成尿感菌苗。1975年，该所制成人白细胞干扰素。1970年代后期，该所从事无细胞菌苗的研究，成功制成了流脑多糖菌苗。1980年代，发展了鼻咽癌诊断试剂盒、人绒毛膜促性激素放射免疫试剂盒及肌红蛋白、胰岛素、皮质醇等放射免疫测定盒，之后又发展HBsAg、AFP单克隆抗体。1981年，该所制成短棒菌苗，用于恶性肿瘤的非特异性免疫治疗。1984年，该所制成腮腺炎疫苗，并从人血浆中分离出各类有效成分，用于治疗术后出血、血友病、放射性损伤和改善免疫功能等；同时，该所研制成乙肝血源性疫苗，应用于儿童的免疫接种。该所又运用遗传工程技术，历时8年研制成干扰素，并于1989年通过卫生部新药审评。:原料药(2)
1989年，该研究所由中华人民共和国卫生部改隶卫生部下属新成立的中国生物制品总公司。1995年，葛兰素史克和该所合作，成立上海葛兰素史克生物制品有限公司，系是中国第一家外商投资的疫苗合资企业，帮助该所在水痘疫苗、麻腮风疫苗领域有所发展。2001年，该所和UNF株式会社合作，成立了上海申索佑福医学诊断用品有限公司。
2009年，该所成功研制甲型H1N1流感疫苗并获得批准文号。2010年开始，该所在奉贤经济技术开发区建设新的研究所设施，预备整体搬迁。2011年9月，该所与其母公司一起完成企业化改制，并入新的中国生物技术股份有限公司。2016年，该所整体搬迁到奉贤新址，原址交由万科开发。

## 主要产品
该所主要生产人血白蛋白、人免疫球蛋白、冻干静注免疫球蛋白、人纤维蛋白原、人乙型肝炎人免疫球蛋白、人凝血因子Ⅷ等血液产品，麻腮风联合减毒疫苗、水痘减毒活疫苗、皮内注射卡介苗等疫苗产品，重组人干扰素α1b、注射用重组人干扰素γ等基因工程产品和生化诊断试剂、免疫诊断试剂等诊断试剂。2024年9月，该所研制的MVA株猴痘减毒活疫苗经中国国家药品监督管理局获批临床使用，成为中国大陆第一款获批临床的猴痘疫苗。

## 争议

### 人凝血因子Ⅷ疑似带艾滋病毒事件
1982年，上生所开始生产和销售人凝血因子Ⅷ（即“凝血八因子”），使得血友病患者家属无需自行抽血来提供该凝血因子，不少血友病人争相购买。但在1995年，中华人民共和国卫生部下达《关于禁止生产和临床使用未经病毒去除或灭活的凝血因子类血液制品的通知》，称以往国内生产销售的凝血因子类制品均未经过可靠的病毒去除或灭活，应用这样的制品存在传播血液性疾病的严重危险，并严令各有关血液制品生产单位立即停止销售1994年12月31日前的凝血因子类制剂，在此日期以前得到的生产批准文号一律作废，而当时直属于卫生部的上生所随后便停止了人凝血因子Ⅷ的生产，从1996年开始，上生所所产的该产品也基本上从市面上消失。
但是，部分血友病患者在使用了相关产品之后，被感染了艾滋病毒，他们声称是上生所生产的人凝血因子Ⅷ中未经灭毒处理，可能含有艾滋病毒。据统计，1998年以后，出现百余名血友病患者疑似因注射该产品感染艾滋病毒。因此还引发了禅城区人民法院开庭审理余勇等三人诉上海生物制品研究所产品质量侵权案。余勇等三人向上生所索赔，并认为：在卫生部明文规定禁止销售八因子之后，上生所仍违法销售八因子；上生所对其不应该负责这一点举证不能；上生所没有做到对产品进行有效的检测，在发现血友病患者感染艾滋病后，没有采取相关的补救措施。而上生所方面则答辩称，原告并非只使用了上生所的血液制品，因而感染途径、责任人完全无法确定。
时任卫生部艾滋病专家咨询委员会委员李楯提及，卫生部、中国红十字会、上生所等机构曾开会协调，上生所也曾承诺出钱并交由红十字会发放，但最后不了了之。李楯还认为，上生所在明知卫生部有令在先的前提下依然销售此类制品，恐难辞其咎。而业内人士也曾猜测上生所的血浆可能来自于河南这一原先艾滋病高发、采血不规范的区域，以致血浆遭到污染。

### 员工向广东省疾控中心行贿
罗耀星曾是广东省疾控中心疫苗采购的关键人物。在罗耀星行贿案中，上生所广州办事处阮某与罗耀星达成协议，罗耀星和蔡汉港等人对上生所采购的疫苗进行抽成。阮某贿赂罗耀星和蔡汉港共计302万元。

## 备注
1. ↑  改制和兰州所、北京所等同步进行